# Gymnocalycium spegazzinii
Gymnocalycium spegazzinii är en kaktusväxtart som beskrevs av Nathaniel Lord Britton och Joseph Nelson Rose. Gymnocalycium spegazzinii ingår i släktet Gymnocalycium och familjen kaktusväxter.

## Underarter
Arten delas in i följande underarter:
- G. s. cardenasianum
- G. s. spegazzinii

## Bildgalleri

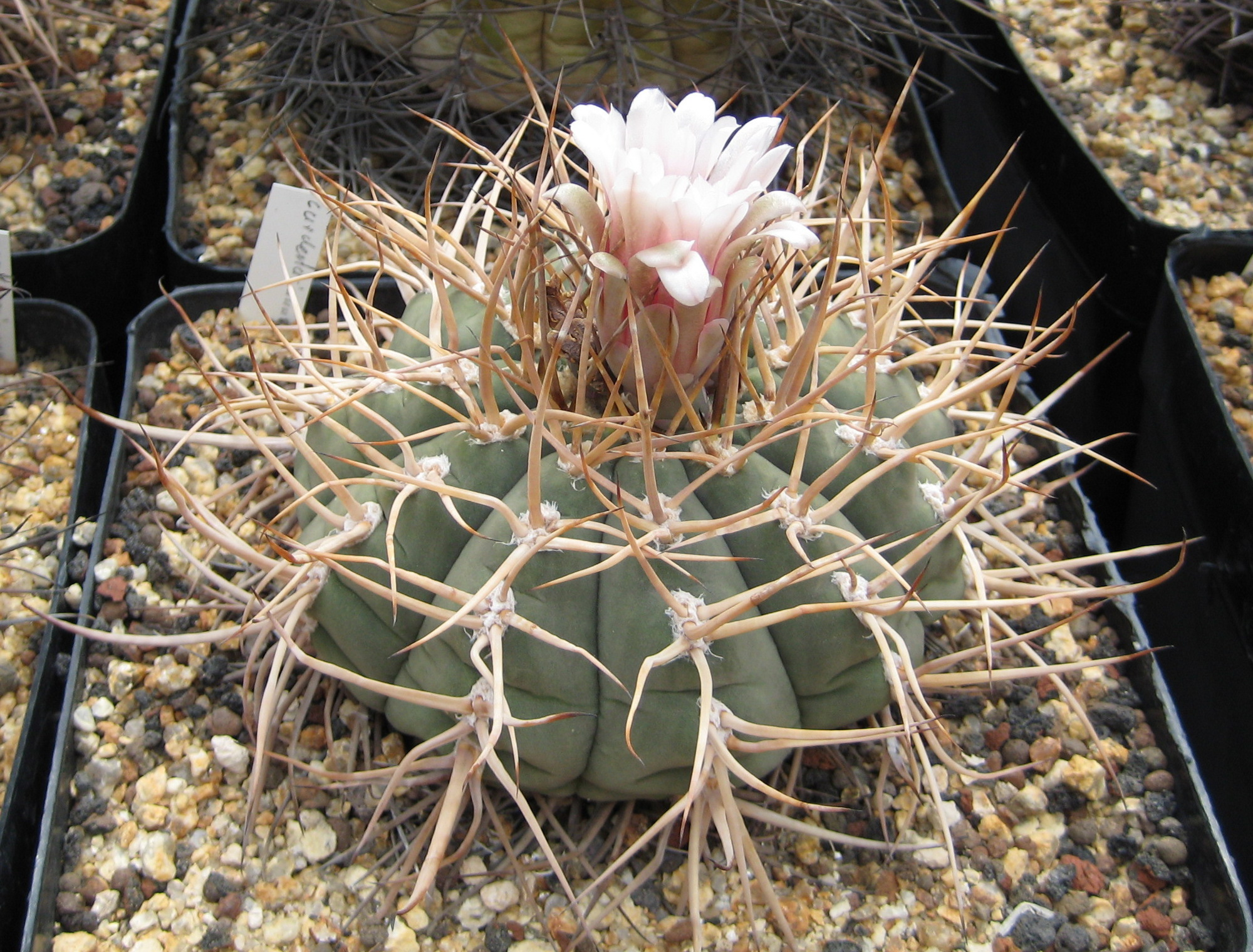
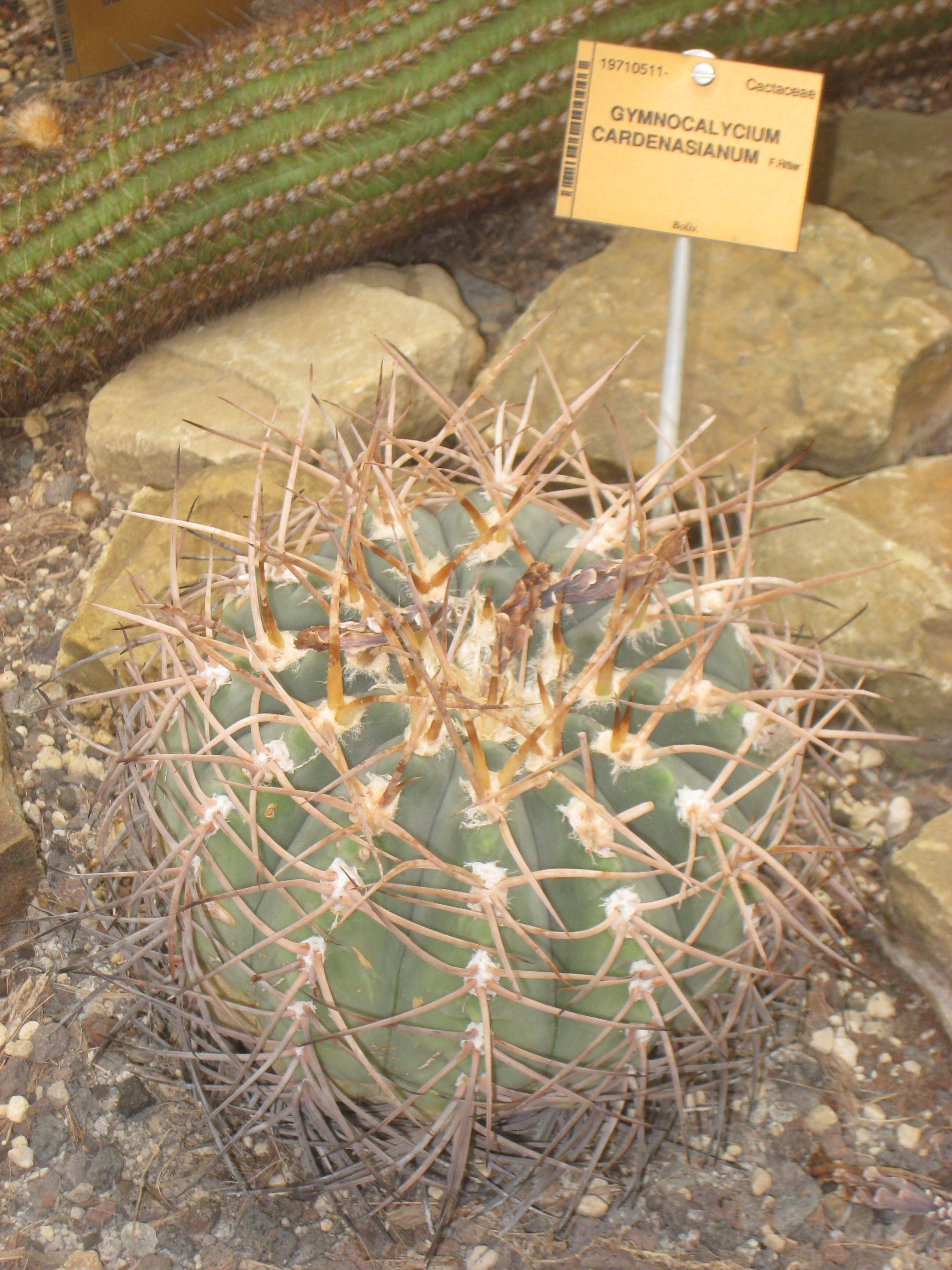
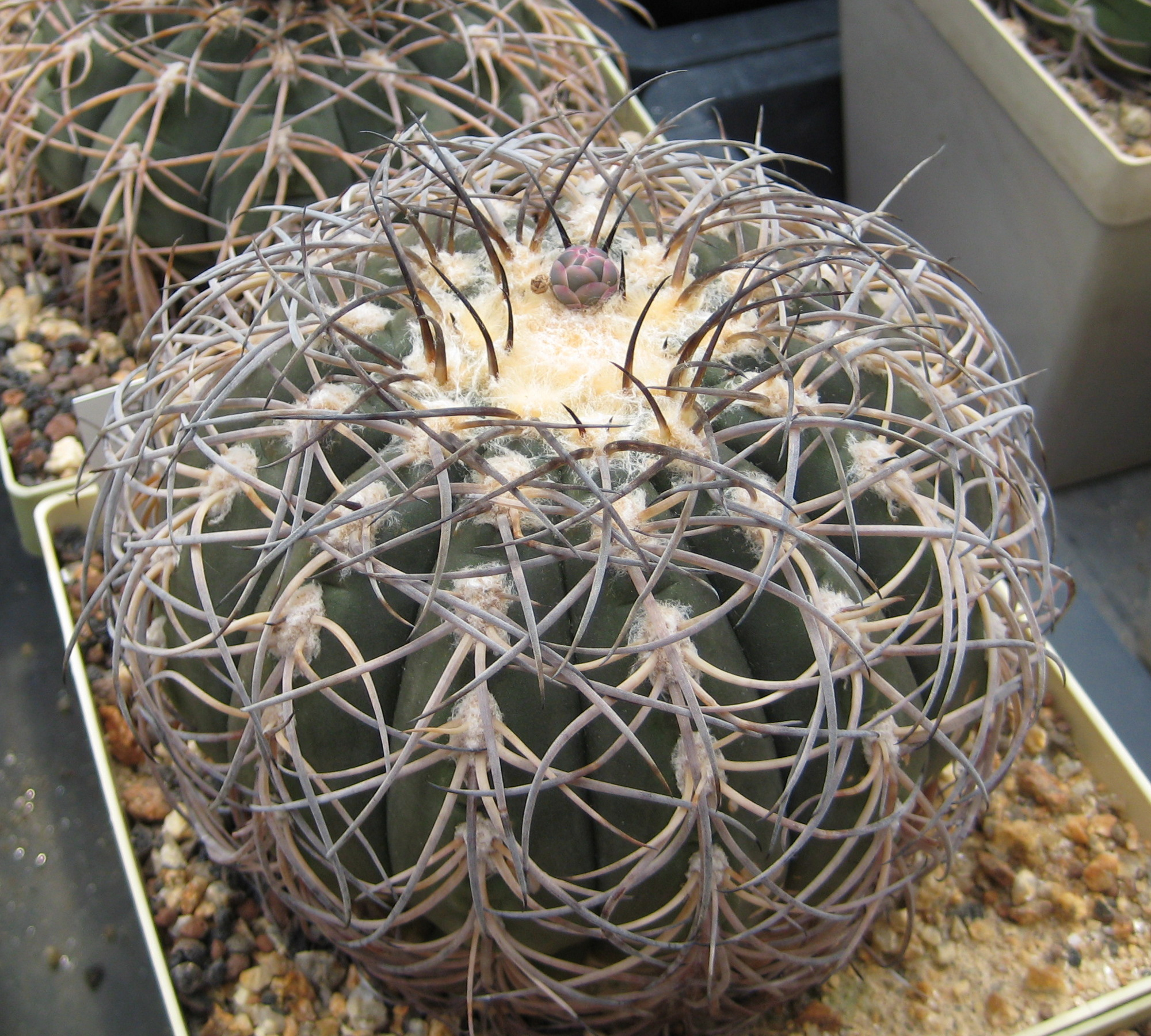
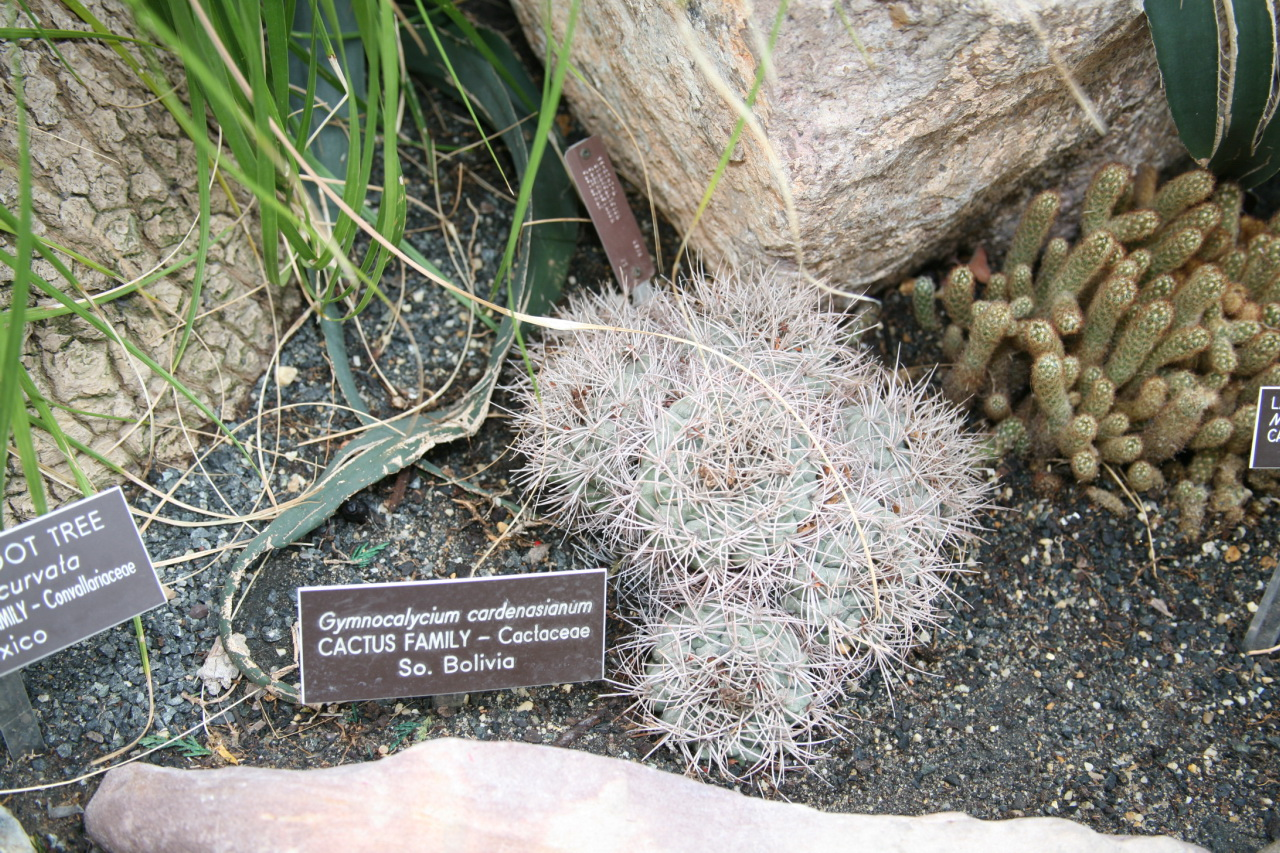
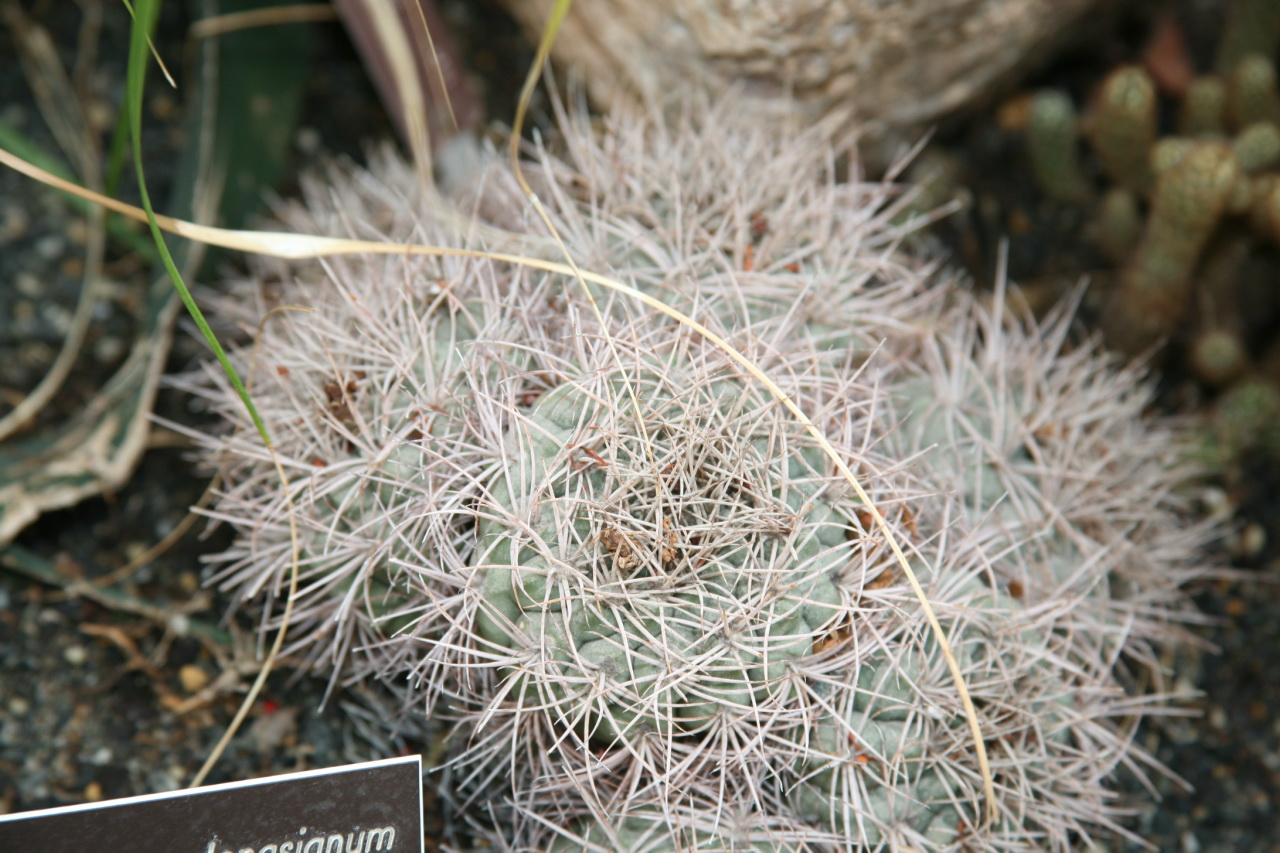
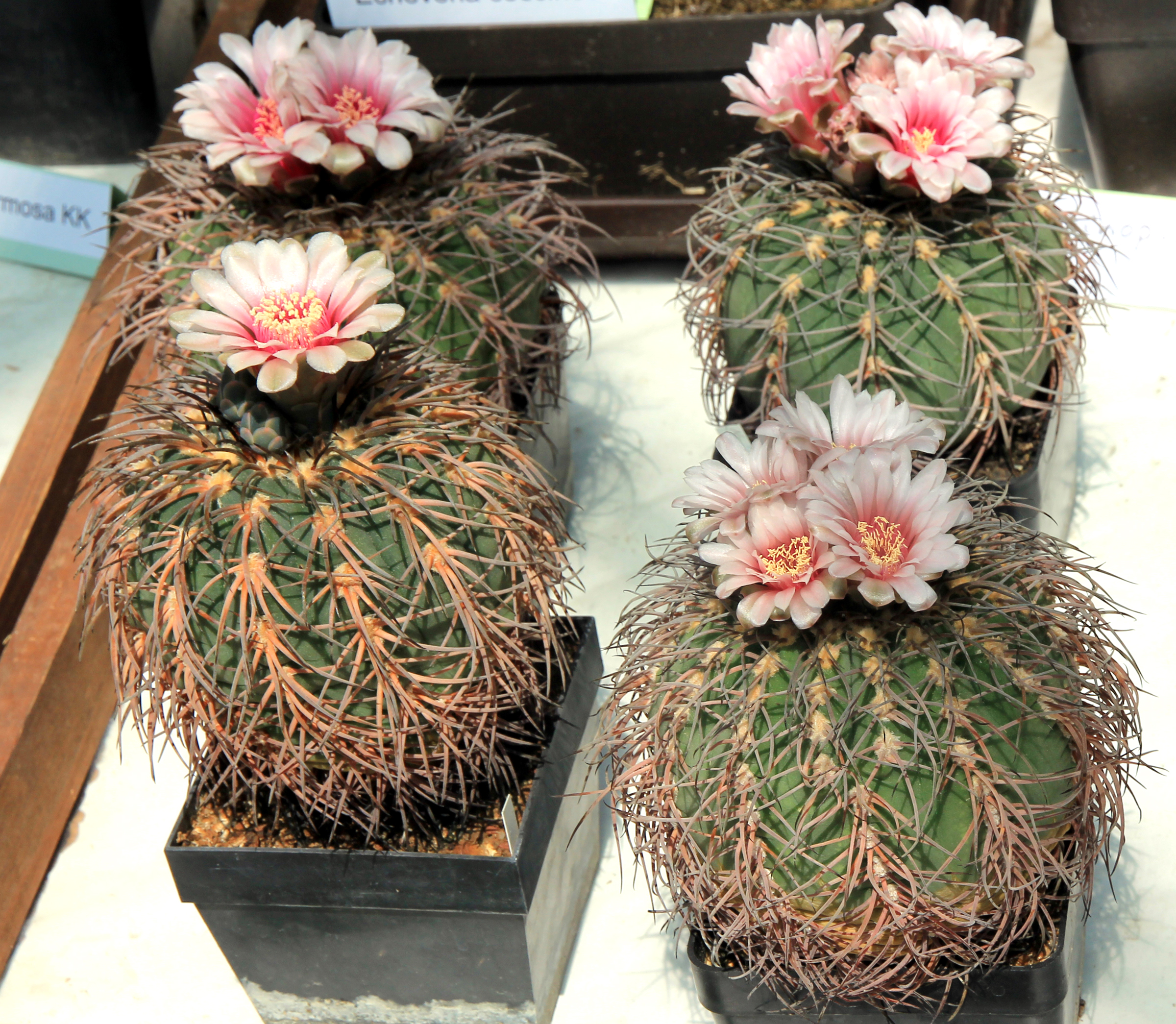
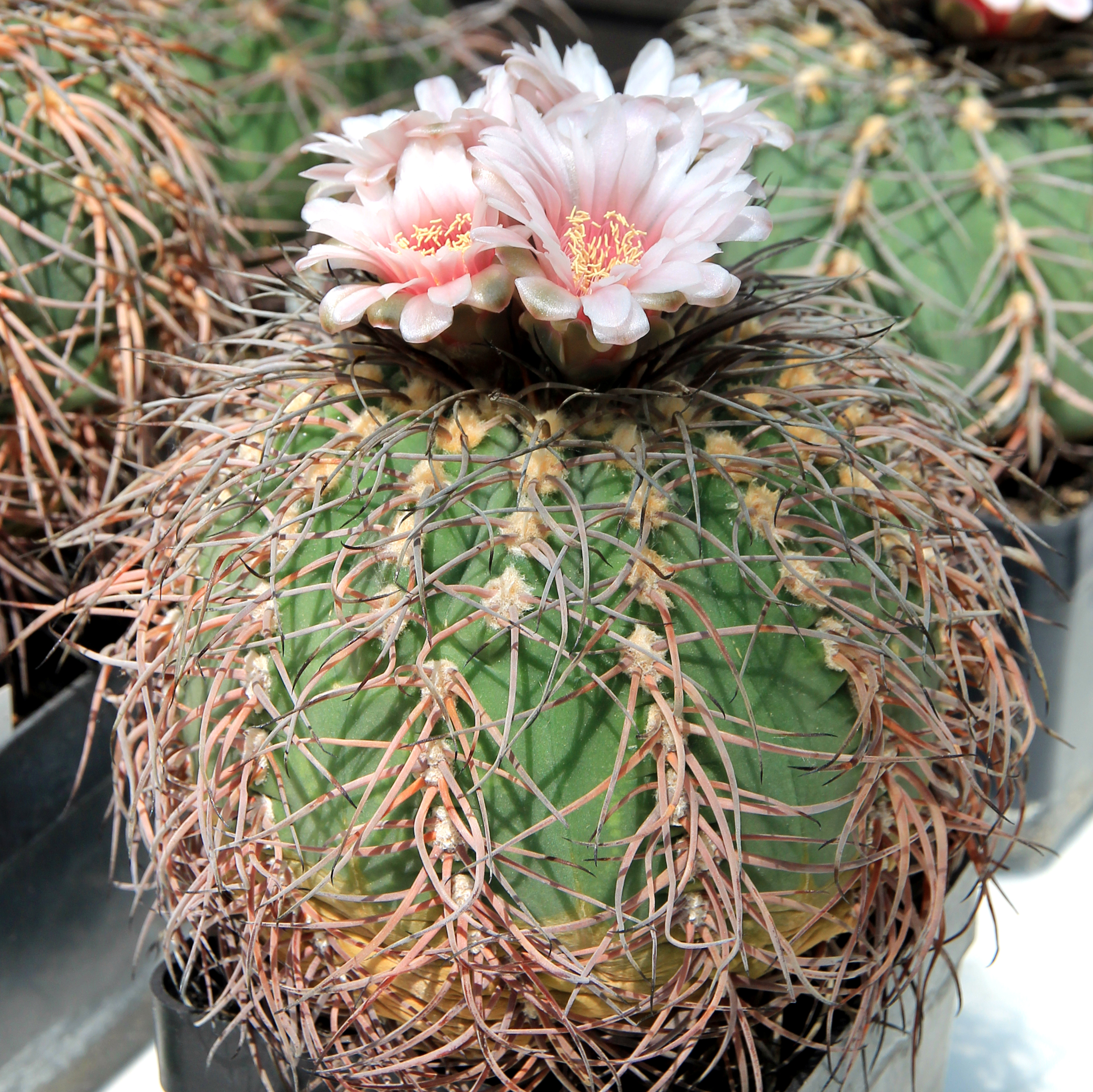
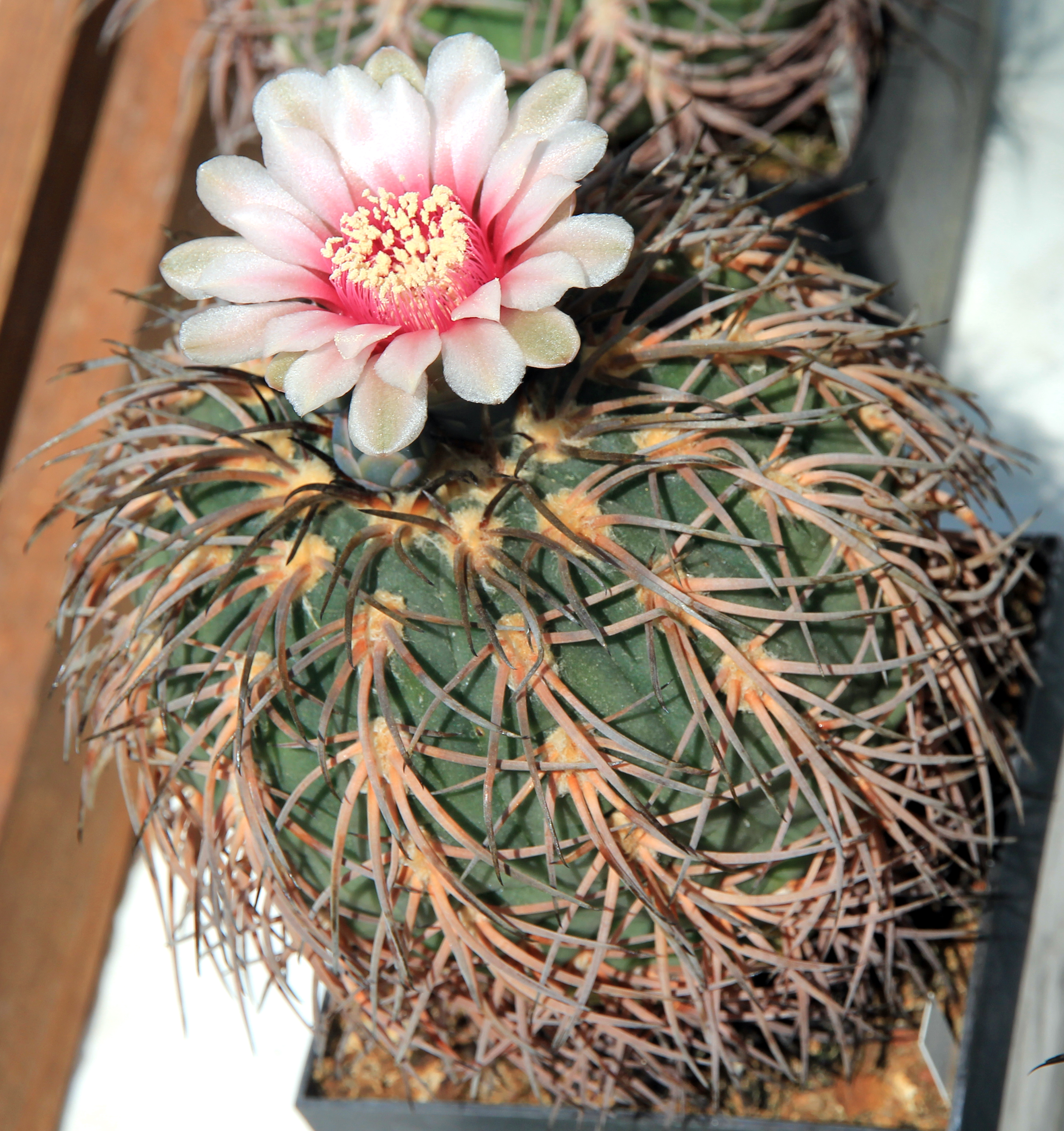